# M. F. K. Fisher
Mary Frances Kennedy Fisher (* 3. Juli 1908 in Albion, Michigan; † 22. Juni 1991 in Glen Ellen, Kalifornien) war eine amerikanische Essayistin, die sich vor allem mit Themen rund um die Koch- und Tafelkunst auseinandersetzte.

## Leben
Fisher stand in der Tradition von Brillat-Savarin. Ihre 1949 erschienene Übersetzung seines Hauptwerks, Die Physiologie des Geschmacks, machte seine Arbeit in den USA und Kanada bekannt.
Anfang der-1930er Jahre lebte Fisher für drei Jahre in Frankreich, von dessen Lebens- und Esskultur sie entscheidend geprägt wurde. Nach ihrer Rückkehr in die USA begann sie Essays über die Kochkunst zu veröffentlichen. Ihr erstes Buch, Serve it Forth, unterschied sich so grundlegend von denen anderer weiblicher Autoren vor ihr, dass viele Kritiker annahmen, es sei von einem Mann geschrieben.
In den 1970er Jahren lebte Fisher in St. Helena (Kalifornien), einer Stadt im Napa Valley, inmitten von Weinbergen.
Ihr zu Ehren wird alle zwei Jahre von Les Dames d'Escoffier International der M.F.K. Fisher Award verliehen, mit denen Frauen ausgezeichnet werden, die maßgeblichen Einfluss auf die Weiterentwicklung der Kochkunst und Tafelkultur haben.
In ihrem Todesjahr 1991 wurde sie in American Academy of Arts and Letters aufgenommen.

## Schriften
- Serve It Forth (1937)
- Touch and Go (1939), Roman von „Victoria Berne“ (Fisher und Dillwyn Parrish)
- Consider the Oyster (1941)
- How to Cook a Wolf (1942)
- The Gastronomical Me (1943)
- Here Let Us Feast, A Book of Banquets (1946)
- Not Now but Now (1947)
- An Alphabet for Gourmets (1949)
- The Art of Eating (1954)
- A Cordial Water: A Garland of Odd & Old Receipts to Assuage the Ills of Man or Beast (1961)
- The Story of Wine in California (1962)
- Map of Another Town: A Memoir of Provence (1964)
- Recipes: The Cooking of Provincial France (1968; Nachdruck 1969 unter dem Titel The Cooking of Provincial France, deutsche Ausgabe bei TIME LIFE International B.V. im Jahre 1970 unter dem Titel Die Küche in Frankreichs Provinzen.)
- With Bold Knife and Fork (1969)
- Among Friends (1971)
- A Considerable Town (1978)
- Not a Station but a Place (1979)
- As They Were (1982)
- Sister Age (1983)
- Spirits of the Valley (1985)
- Fine Preserving: M.F.K. Fisher's Annotated Edition of Catherine Plagemann's Cookbook (1986)
- Dubious Honors (1988)
- The Boss Dog: A Story of Provence (1990)
- Long Ago in France: The Years in Dijon (1991)
- To Begin Again: Stories and Memoirs 1908–1929 (1992)
- Stay Me, Oh Comfort Me: Journals and Stories 1933–1941 (1993)
- Last House: Reflections, Dreams and Observations 1943–1991 (1995)
- Aphorisms of Jean Anthelme Brillat-Savarin from His Work, The Physiology of Taste (1998)
- From the Journals of M.F.K. Fisher (1999)
- Two Kitchens in Provence (1999)
- Home Cooking: An Excerpt from a Letter to Eleanor Friede, December, 1970 (2000)

Übersetzungen
- Jean Anthelme Brillat-Savarin: The Physiology of Taste (1949)